# 卡皮坦卡 (戈洛瓦尼夫西克區)
48°11′43″N 30°34′59″E / 48.19528°N 30.58306°E
卡皮坦卡（烏克蘭語：Капітанка），是烏克蘭中部的村莊，隸屬基洛夫格勒州的霍洛瓦尼夫斯克區。該村始建於1755年，面積0.005平方公里，海拔高度104米，2001年人口1,387。